# Granada muçulmana

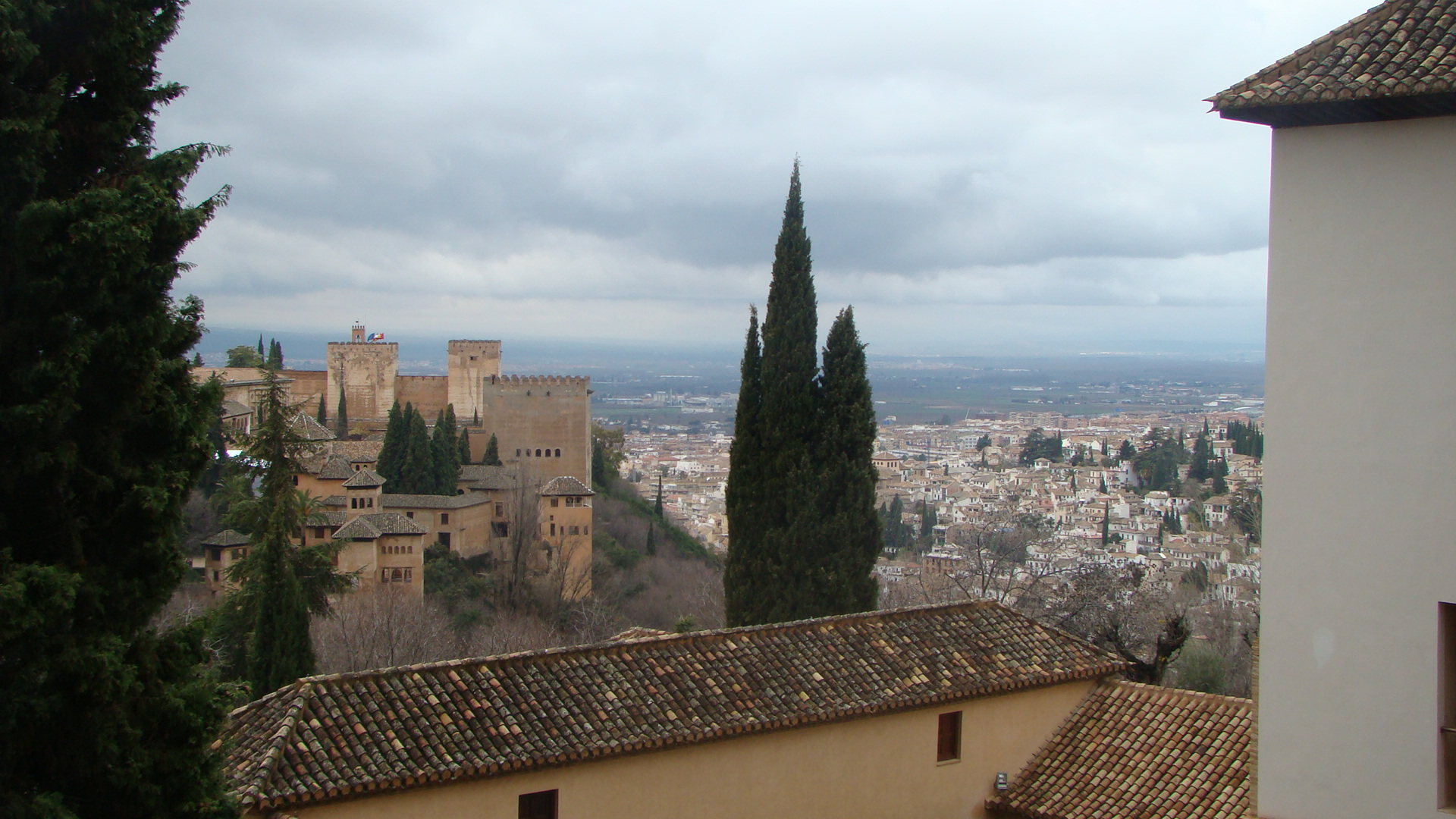
A Alhambra e o Albaicín vistas do Generalife

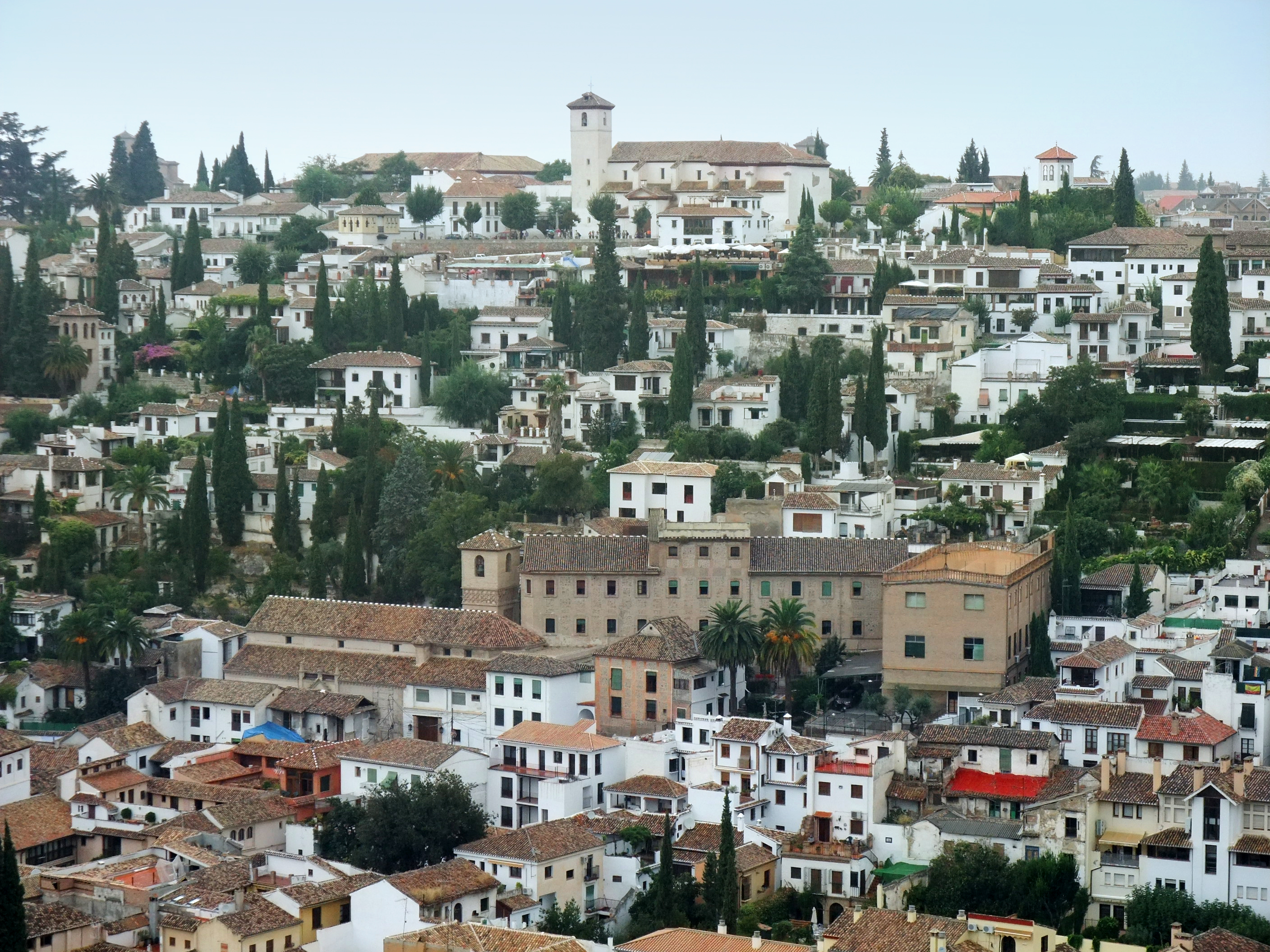
Outra vista do Albaicín desde o Generalife

O período muçulmano de Granada, a cidade no sul de Espanha foi iniciado na segunda década do século XI e prolonga-se até aos primeiros anos do século XVI. Granada surgiu como entidade urbana quando a capital do recém-criado reino taifa de Granada foi transferida de Medina Elvira (Madinat Ilbira) para o que é atualmente o bairro de Albaicín. A Taifa de Granada foi fundada durante o período de desintegração do Califa de Córdova, quando o líder zírida Zaui ibne Ziri, que ocupava a Cora de Elvira, se declarou independente.
A cidade manteve-se depois como capital de sucessivas divisões políticas e administrativas do seu território, até se tornar a capital do Reino Nacérida. Após ter sido conquistada por Castela em 1492 são levadas a cabo paulatinamente obras que modificam de forma sensível a estrutura urbana até tornar-se uma cidade conventual.

## Antecedentes
Na época anterior à fundação da cidade pelos Zíridas não existia qualquer cidade nos terrenos depois ocupados. Essa situação já se passava na época da invasão muçulmana no século VIII e quando o Emirado de Córdova foi criado. No entanto, sabe-se, por exemplo pelas crónicas de ibne Alcatibe (século XIV), que no local existia uma fortaleza (em árabe: hisn) construída sobre os restos de um ópido ibero-romano, a qual foi usada por Sawwar ben Hamdun como baluarte contra a rebelião dos muladis ocorrida no século IX e que, conforme os dados arqueológicos existentes, era uma alcaria dependente de Medina Elvira.
Alguns autores defendem que no lugar onde se ergue Granada existiu uma cidade importante nos períodos romano e visigótico chamada Ilíberis. Porém, parece evidente que em algum momento antes da invasão muçulmana essa cidade ficou despovoada, sendo substituída por outra localidade próxima, situada cerca de 10 km a ocidente, que geralmente é identificada como um assentamento romano chamado Castilia. Este assentamento, inicialmente arabizado como Qastiliya, foi gradualmente ganhando cada vez mais relevância, convertendo-se em Medina Ilbira, uma das principais cidade do emirado e califado andalusíes.

## A cidade zírida
A transferência da capital de Ilbira para Garnata (nome árabe de Granada) deveu-se às melhores condições de defesa proporcionadas pela última. Ilbira situava-se na lezíria, enquanto que Granada estava numa localização escarpada, onde até já existia uma fortaleza (ou o que dela restava). A transferência teve lugar entre 1010 e 1025, tornando-se definitiva depois de Elvira ter sido arrasada e incendiada, ficando em ruínas. A grande mesquita da cidade, que tinha sido construída em 718 e que se conhece devido às escavações de Gómez Moreno no final do século XIX, foi então destruída.

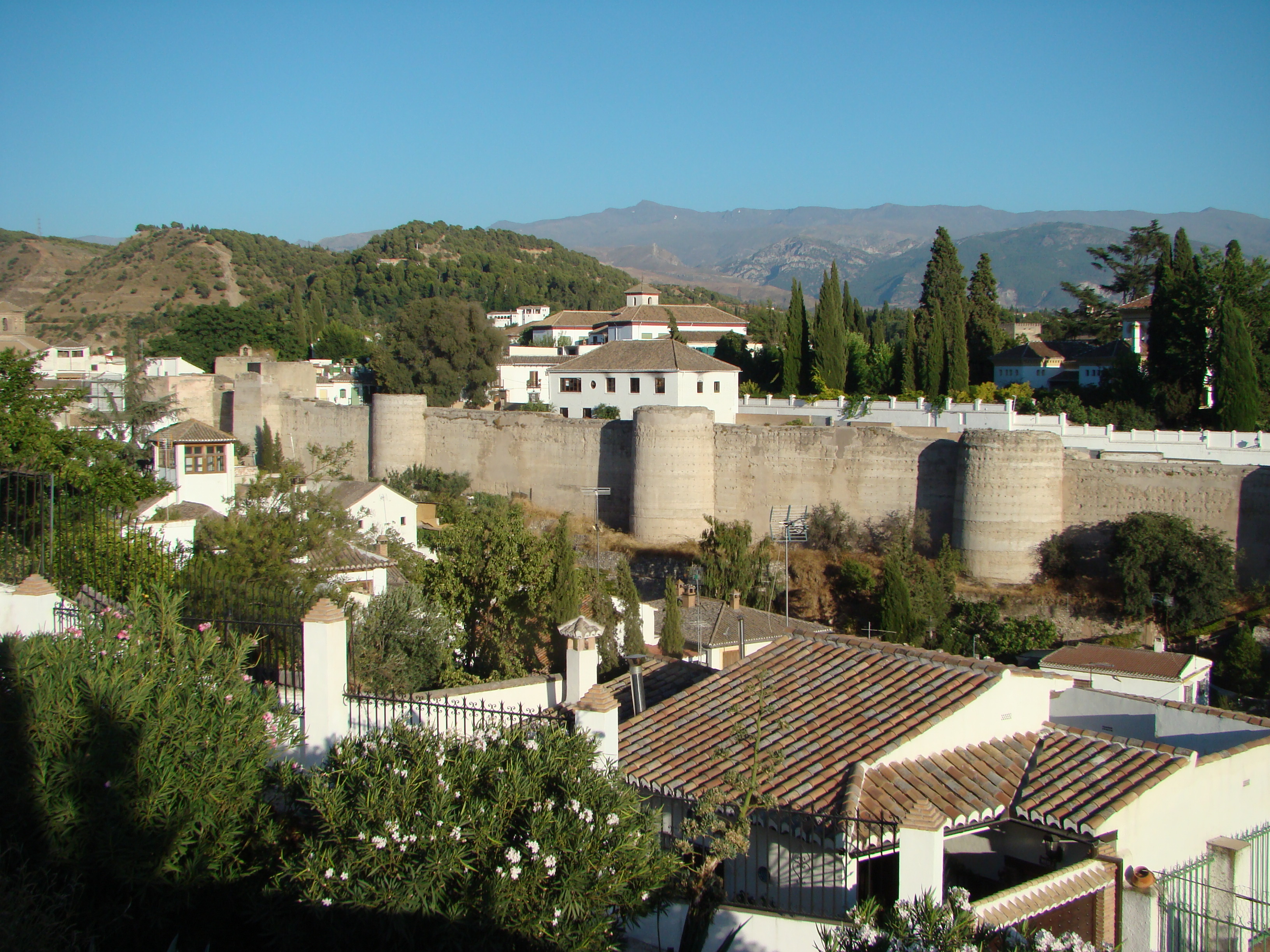
Muralhas erguidas pelos Zíridas para proteger os núcleo original da cidade

Os Zíridas instalaram-se na colina do Albaicín, na margem direita do rio Darro, um afluente do Genil, onde existia uma pequena povoação e restos de casas do final do período romano. As escavações mostraram que os Zíridas procederam à limpeza do terreno, demolindo os restos das ocupações anteriores, que foram usados para enchimento e material de construção. A zona inicialmente ocupada de forma intensiva situa-se no centro do atual bairro do Albaicín conhecida como alcáçova Cadima (al-Qasba Qadima). No final do século XI, já estava urbanizada a maior parte da colina e uma muralha rodeava a cidade. Em larga medida, esta muralha ainda subsiste, parcialmente embutida no casario urbano.
A cidade era abastecida de água por dois sistemas; a  acéquia Aynadamar, construída nessa época, que levava água desde Alfacar para ser armazenada em algibes (cisternas) urbanos, e a coracha do Darro, da qual existem restos conhecidos, como a Ponte do Cádi, e que se devia situar numa torre semelhante à que ainda existe, na margem direita do rio. Essa torre, da qual existem algumas ruínas, é mencionada em vários textos antigos. A acéquia Gorda também foi construída nesta época. Recolhia as águas do rio Genil, mas era usada para regadio e não para abastecimento.
A cidade zírida ocupava uma área de 75 hectares e possuía cerca de 4 400 casas, repartidas entre vários bairros, todos situados na colina do Albaicín:
- Harat al-Qasaba — situado junto à alcáçova Cadima, onde hoje se erguem a igreja de São Nicolau e a atual Grande Mesquita de Granada.

- Rabad Badis — situado na zona atualmente ocupada pelo convento de Santa Isabel la Real, praça de San Miguel Bajo e os becos do Gallo e das Monjas. Situava-se fora da muralha original, mas dentro da erguida pelo rei Badis ben Habus (r. 1038–1073).

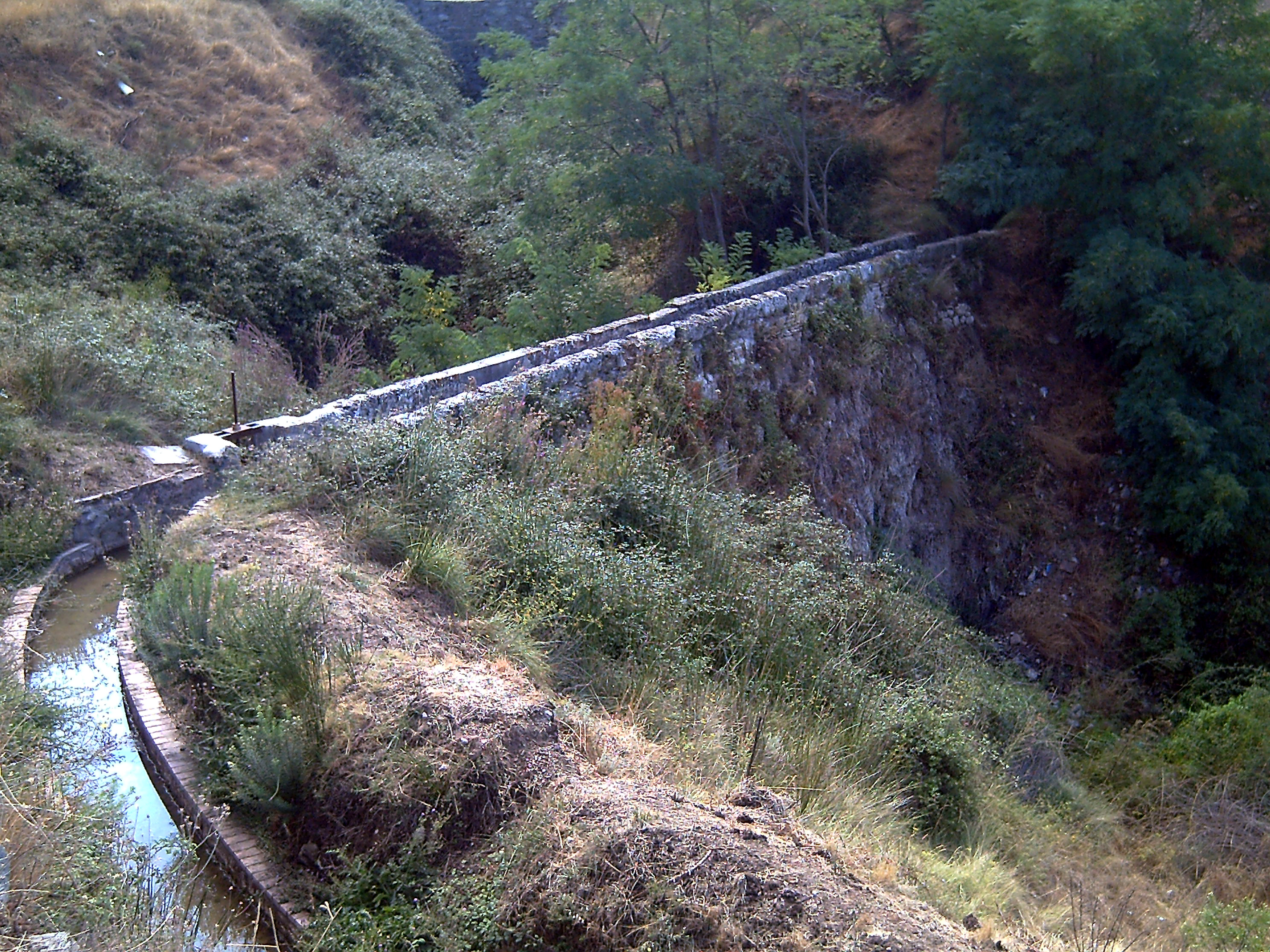
A, construída pelo último monarca zírida, Abedalá ibne Bologuine r., para abastecer Granada de água potável e para irrigação, com água recolhida em Alfacar, 7 km a norte da cidade.

- Rabad al-Murabittin — situado a sul da alcáçova, na zona atual de Cruz Verde e Cruz de Quirós.

- Bairro ou arrabalde Qawraya — situado mais a leste, nas encostas do Aljibe Grande, Aljibe do Trillo e San Agustín.

- Rabad al-Ajsarïs — ocupava a encosta sudeste da colina, entre as ruas atuais de San Juan de los Reyes e Carrera del Darro, até à Cuesta del Chapiz.

- Aitunjar Arrohan e Careyo (ou Qurayya) — situados acima da Porta de Guadix Alta.

- Sened — situado extramuros, na encosta (sanad) sudoeste da colina a que deve o seu nome; ainda existe atualmente com o nome de Zenete;[13] a etimologia hoje mais aceite desmente as teorias anteriores que atribuíam o nome do bairro à confederação tribal dos Zenetas, da qual os Zíridas faziam parte.[nt 3]

Além destes, existiam ainda três bairros situados na margem esquerda do Darro, ou seja, na encosta da colina depois ocupada pela Alhambra:
- Yurra — o atual La Churra, a que Seco de Lucena chama Rabad al Cadi.

- Rabad al-Mansura — situado junto ao anterior, entre o que hoje é a Cuesta de Gomérez y la calle Almanzora Alta.

- Rabad Mawrur — situado junto às Torres Bermejas.

## A cidade almorávida e almóada

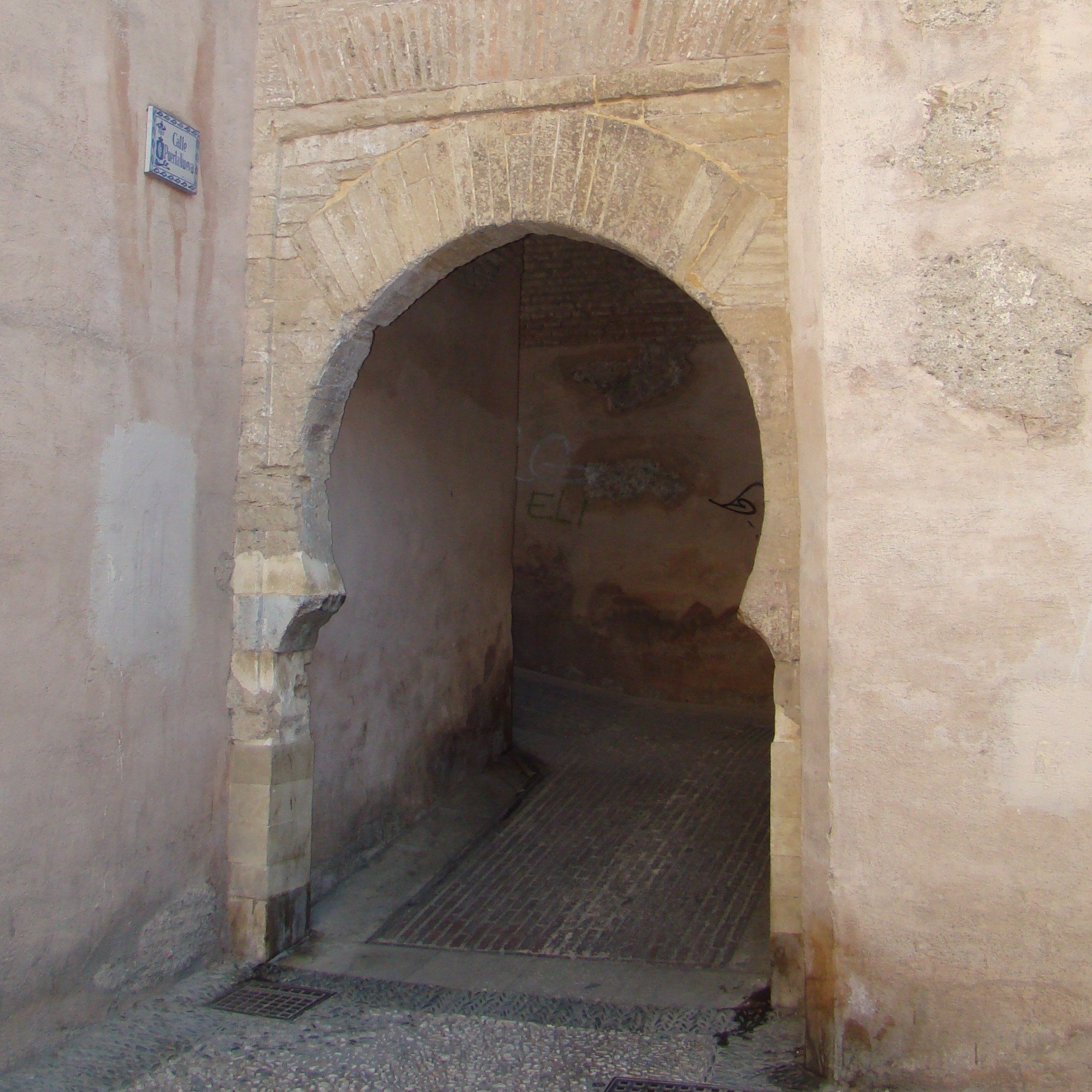
O Arco das Pesas, a antiga porta Bib Cieda, que ligava a Alcáçova Cadima ao bairro de Rabad al-Bayyazin

As informações conhecidas sobre as épocas almorávida (1090–1147) e almóada (1147–1269) são provenientes que quatro fontes contemporâneas: ibne Galibe (também conhecido com ibne Hamama), que viveu na cidade no século XII; Abu Ualide Ismail de Secunda, morto em 1232; Alzuri, o geógrafo almeriense que esteve em Granada em 1137; e Dreses (1100–1165), embora este último só tenha registado informações posteriores aos Zíridas. A fonte com mais informações é Alzuri.
A estrutura urbana modificou-se pouco nesse extenso período. Da análise das descrições citadas feitas por diversos autores, como Gómez-Moreno Martínez, Terrasse, Seco de Lucena, etc., depreende-se que os Almorávidas ampliaram o recinto muralhado, abrindo portas como a Bib Cieda (Arco das Pesas) e Bib-Albunaida (Porta Monaita), ambas ainda de pé. No mesmo período foi também construída a desaparecida Bib-Alfajjarin, ou Porta dos Alfareros (oleiros), cujos restos fora escavados há alguns anos junto à Praça de Santo Domingo, no bairro do Realejo. A construção das Torres Bermejas e da Bab Mawror junto a elas também é atribuída aos Almorávidas.
Em finais do século XI e início do século XII foram construídos dois passeios extramuros para ócio, citados pelos autores referidos e em diversos poemas: a Alameda de Mu'ammal, nas margens do rio Genil, na zona onde agora se encontra o Campo del Príncipe; e a "Nayd", cuja localização tem sido debatida por diversos autores, mas que se supõe situar-se na zona hoje conhecida por Vistillas de los Ángeles e Barranco del Abogado.
Na época almóada também não houve modificações de monta na estrutura urbana, conservando-se com testemunhos dessa época alguns edifícios de grande interesse, nomeadamente o Qasar al-Sayyi (Alcázar Genil) e o palácio Dar-al-Bayda, que vários autores identificam como o atual Cuarto Real de Santo Domingo. No século XIII, foi ampliado o cemitério situado junto à Porta de Elvira (maqbarat al-faqth Sa'ad ben Malik), foi muralhado o resto do Rabad Al-fajjarin e o Nayd, e construído outro cemitério no Campo del Príncipe, na extremidade oriental da cidade.

## A cidade nacérida

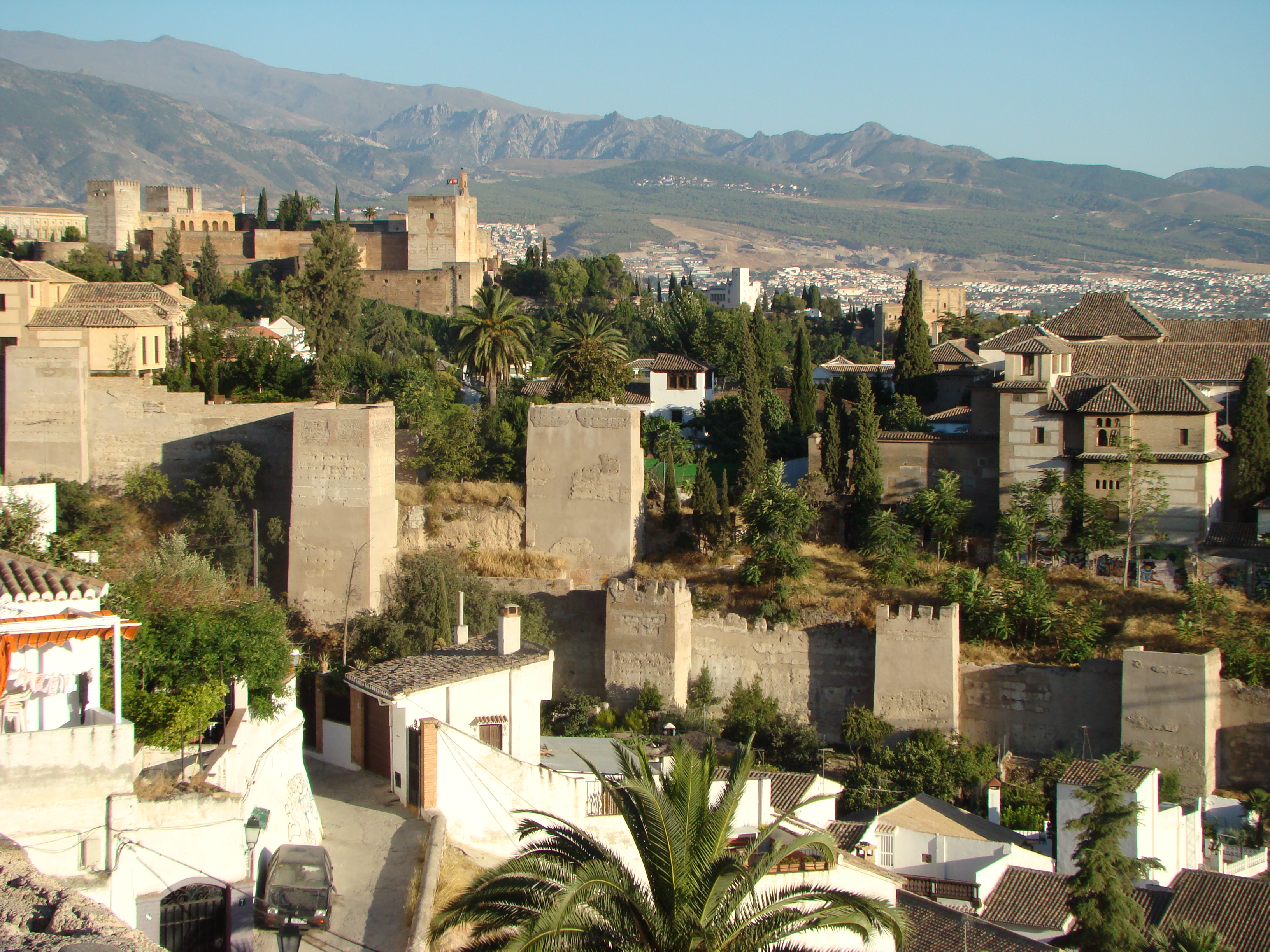
Muralhas da Al Casba Cadima (à esquerda) e do bairro de Rabad Badis (à direita, mais pequenas), com o palácio Dar al-Horra

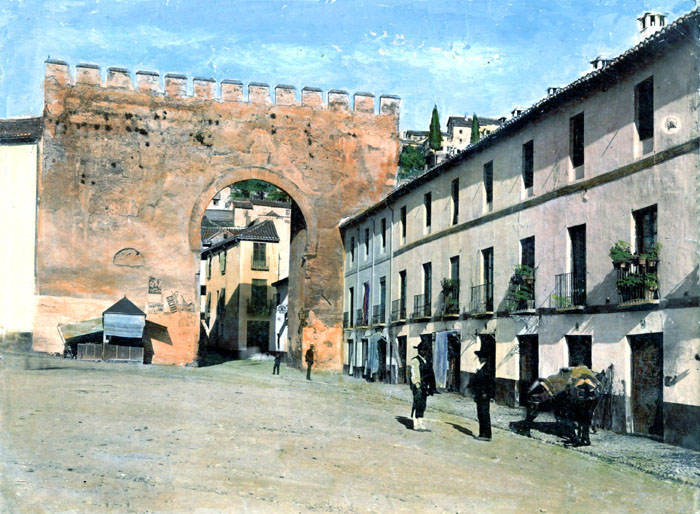
A Bib Bib Elbeira (Porta de Elvira), num postal colorido do final do século XIX ou início do século XX

Granada cresceu de forma sustentada durante a segunda metade do século XIII, com o advento do Reino Nacérida, o que obrigou à ampliação das muralhas defensivas. Foi terminada a muralha do Nayd, iniciada ainda no período almóada, e construída a do grande bairro Rabad al-bayyazin, a norte da cidade, esta última terminada antes de 1327. Nessa época a cidade apresenta-se com uma estrutura tipicamente islâmica. Tanto a almedina como os arrabaldes eram organizados em bairros, de tamanho e população muito diversa. Cada um desses bairros tinha um cádi, encarregado de manter a ordem, sobretudo nos mercados. Dispunham também de um sistema de vigilância noturna, ajustada estritamente ao perímetro do bairro, que tinha como missão vigiar e abrir as portas da muralha quando fosse necessário, tanto as interiores como as principais, para o exterior.
Conforme o tamanho do bairro, este podia dispor de serviços comunitários (hamam, escola, forno, mesquita, etc.) ou apenas um oratório. A ocupação do terreno era muito densa, com muito poucos espaços livres, principalmente na almedina e não tanto nos arrabaldes, com ruelas sinuosas e estreitas, curtas e quebradas, embora tenha havido exceções a este tipo de traçado, como no caso da Alcaicería, onde havia ruas direitas.

### Organização geral da cidade
No apogeu do reino de Granada, a cidade estava organizada espacialmente, segundo o mapa de Seco de Lucena, em seis grandes distritos muralhados, com os seus bairros (rabad em árabe), e dois arrabaldes extramuros. Os distritos eram separados entre eles por cercas defensivas, com portas que eram fechadas durante a noite.

#### Distritos intramuros
Al Casba Cadima (Alcáçova Velha)
Situava-se na parte mais alta da colina do Albaicín, onde se encontrava o palácio real dos zíridas, reconstruído pelo rei Badis, e que foi também a residência dos sultões nacéridas até aos primeiros anos do século XIV. Tinha dois bairros: Harat Alcazaba, a norte, e Rabat Almufadar, a sul. Tinha pelo menos quatro portas de acesso: Bib Cieda (que ainda existe atualmente com o nome de  Arco das Pesas), Bib Caxtar e Bib Elbis no lado norte da muralha, ligando com o arrabalde do Albaicín; e Bib Albonud no lado oriental. O mapa de Seco de Lucena não regista qualquer porta nos lados sul e oeste, apesar destes confinarem com os bairros mais populosos da cidade.
Al Casba
Situava-se imediatamente a sul do anterior, rodeando-o a oriente e a ocidente. O seu único contacto com o Al Casba Cadima fazia-se pelo extremo nordeste, no bairro Rabad Cauracha. O recinto muralhado descia até ao rio Darro, onde se encontrava o Rabad Haxarris, cujo hamam ainda se conserva em bom estado (é conhecido como El Bañuelo). Além desses dis bairros, existiam ainda os de Rabad Aitunjar, um dos mais povoados; Rabad Badis, onde se encontrava o palácio Dar al-Horra ("casa da senhora"), que ainda existe atualmente; e o Rabad Al-Murabidin ("dos eremitas"). Acedia-se ao recinto murado através de seis portas. Além da já citada Bib Albonud, havia uma porta que dava para o rio, a Bib Adiefaf (porta dos padeiros), que dava acesso ao caminho que subia até à Alhambra, cruzando o Darro pela Ponte do Cádi. A Bib al-Hazarin, Bib al-Murabidin e Bib al- Asad ligavam o Al Casba com as partes mais novas a sul. A última ligava com o bairro do Zenete. Finalmente, a Bib al-Bonaida (atual Porta Monaita) ligava com o bairro da Carretera ("da estrada"), que até ao século XIII foi um arrabalde extramuros. Juntamente com a Alcáçova Cadima, a Al Casba constituía o núcleo histórico original da cidade.
A cidade nova

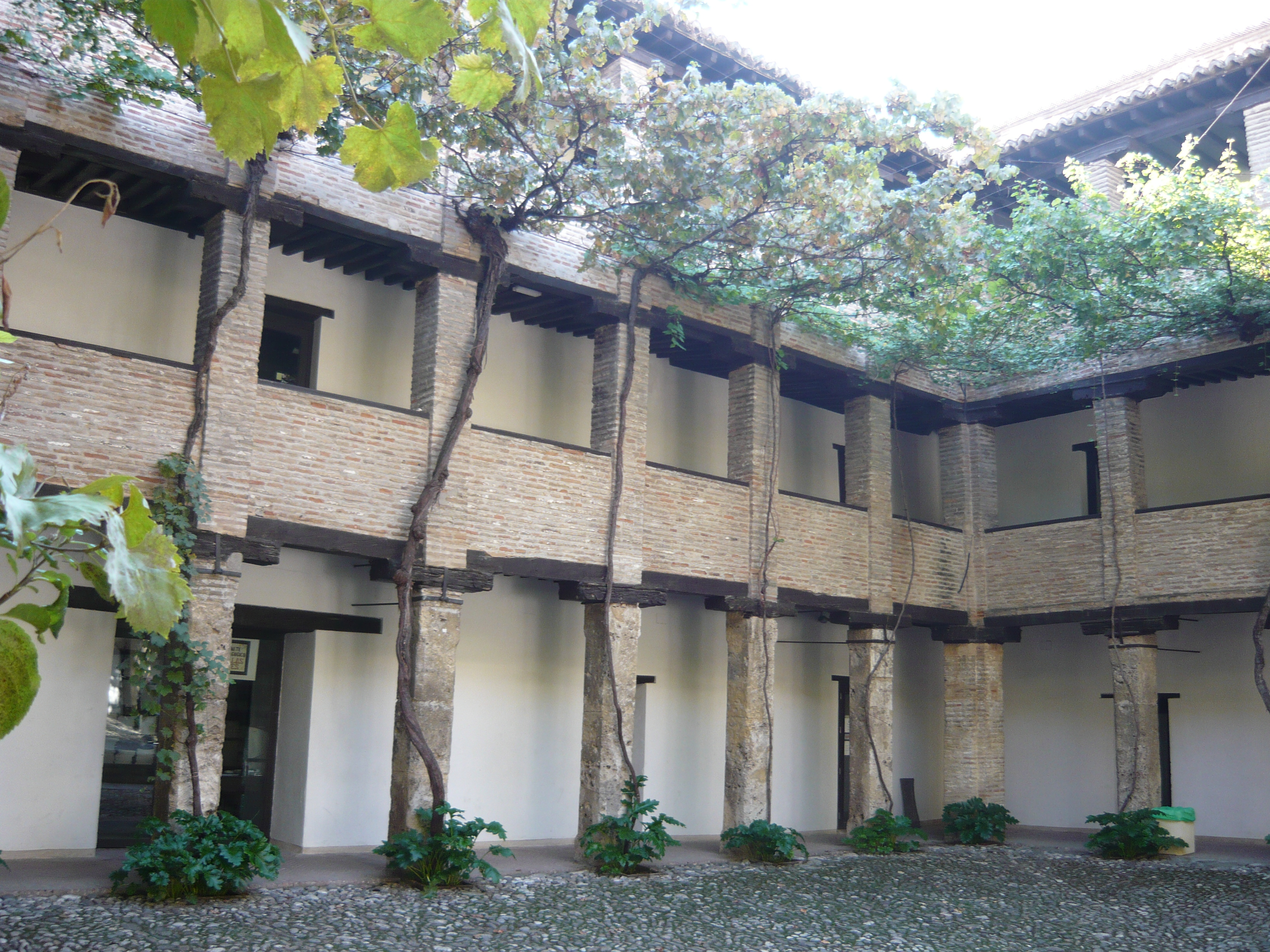
A Alhondaq Gidida (Corral del Carbón, "curral ou pátio do carvão")

Situava-se a sul dos distritos anteriores, nas duas margens do Darro e na cornija sudoeste da colina do Albaicín. Era composta por um grande número de bairros, e neles se encontravam alguns dos edifícios mais importantes da cidade: a Jima el-Kebir (a Grande Mesquita, desaparecida); Alhondaq Gidida (Corral del Carbón, "curral ou pátio do carvão", ainda existente); al-Madras ou Madraça, parcialmente conservada; Fondaq Alginuyin ou Alhóndiga dos Genoveses, desaparecida, como os banhos de Abu Adal, situados junto a ela, etc.
Os bairros catalogado na cartografia de Seco de Lucena são os seguintes: Rabad el Zeneta, que ainda conserva o seu nome; Bucar Alfacín, situado a sul do primeiro; Rabad al-Cadí, Rabad Almanzora e Rabad el Gomera, situados na margem esquerda do rio, já citados anteriormente e cujos topónimos ainda existem; Rabad Mauror, o bairro dos mauritanos, a sul dos anteriores; Rabad Gelilis, que ocupava a margem direita do Darro, onde atualmente se encontra a Plaza Nueva; Rabad Abulac, o centro cívico da cidade, onde se situavam a maior parte dos edifícios citados acima; e Rabad Bib al-Mazda, situado no extremo sul da cidade, na zona hoje ocupada pelo bairro de São Jerónimo.
Uma área tão ampla tinha forçosamente que dispôr de um grande número de portas de acesso. Seco de Lucena regista 16; quatro delas ligavam com a Al Casba, como já foi referido; a Bid Almedina, hoje conhecida como Porta de Armas, ligava com a Alhambra; Bib Handac, Bib Axauro e Bib al-Fajjarin ligavam com os bairros orientais; as restantes oito davam acesso ao exterior: Bib Ateibin", la más oriental, "Bib Addabragin", Bib al-Faras, Bib al-Mazdaa, Bib Riha, Bib Arbaatayun, Bib al-Mezra e, a mais ocidental, Bib Elbeira, que ainda existe com o nome de Porta Elvira, por ser a principal saída na direção da antiga capital da cora califal e que, por ser construída como uma porta dupla, tanto servia como acesso ao exterior como para aceder aos bairros do norte da cidade.
Albaicín

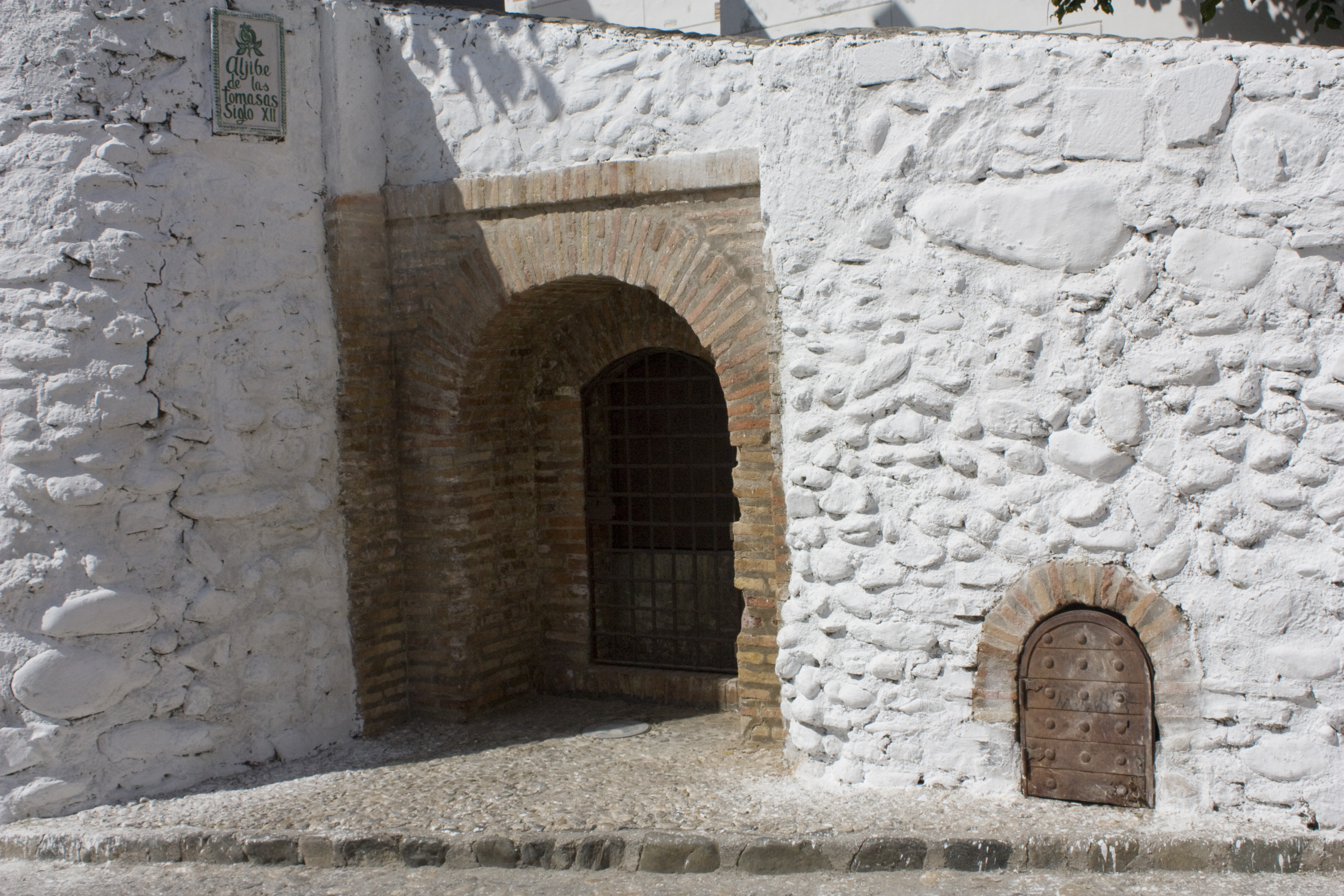
Algibe das Tomasas, século XII, no Albaicín

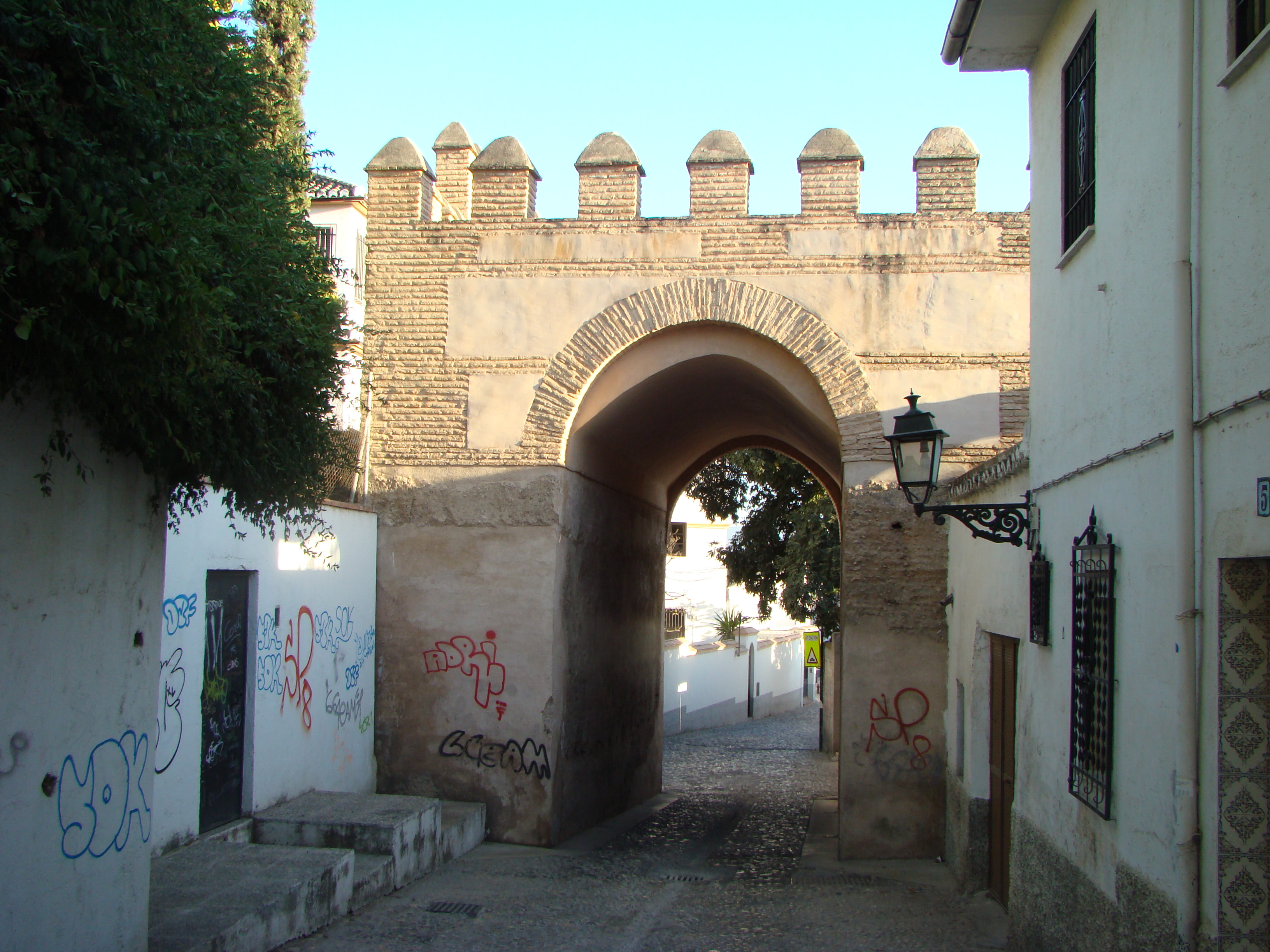
Bib-Fahslews (Porta de Fajalauza)

O seu nome acabou por passar a denominar toda a colina onde se instalaram os Zíridas, mas na época muçulmana era aplicado exclusivamente aos bairros extramuros situados a norte da cidade, separados desta por um barranco, chamado Alahacaba, cujo nome ainda é usado para designar a encosta que o percorre. Na época nacérida todos esses bairros foram muralhados, formando um recinto realativamente compacto, embora com zonas vazias não urbanizadas na parte sul.
Existiam três grandes bairros nas ladeiras da colina que hoje se conhecem como San Miguel Alto, com mesquitas e hamans: Rabad Baida, a noroeste, correspondendo espacialmente ao que hoje é a Cuesta del Chapiz e o Carril de San Luis; Rabat Abbeyezin, o atual Albaicín propriamente dito, agora ocupado pela Plaza Larga e Placeta de Fátima, onde se situava a Mesquita Maior, cujo pátio ainda se conserva; e Rabad Xaira, ou da estrada, situado a noroeste, no atual Barrichuelo. Além disso, havia áreas não urbanizadas: Alberzana e Almunia Aben Mardanix, esta última na parte mais alta da colina.
O acesso a este recinto era feito através de dez portas. Três delas ligavam com a Alcazaba Cadima (uma delas era o atual Arco das Pesas), e uma com o bairro de Badis, como já referido. As restantes davam para o exterior: a Bib al-Ahacaba formava uma unidade com a Porta de Elvira; Bib Albeyyezin e Bib-Fahslews (Porta de Fajalauza), ambas no extremo nortem ligavam com as terras agrícolas de acéquia Aynadamar; Bib Guedaix al-Olya, a "porta alta" de Guadix, ligava com a estrada para aquela cidade, através do que hoje é o bairro do Sacromonte; na mesma zona situavam-se o Bib Maadam, junto à Casa Mourisca do Chapiz, e Bib Guedaix as-Softa, a "porta baixa" de Guadix, que dava para o rio, onde a ponte de al-Harracin  ("dos lavradores") permitia aceder à estrada de Handac Aikaba, hoje conhecido como Cuesta de los Chinos, que conduzia até ao Generalife.
Medina Alhamra (Madinat al-Hamra)
Era a cidade palaciana dos sultões nacéridas, alcandorada na colina íngreme de Sabica, na margem esquerda do rio Darro. A sua construção foi iniciada pelo primeiro rei nacérida, Maomé ibne Nácer, aproveitando a existência de uma antiga fortaleza zírida. O seu filho Maomé II Alfaqui erigiu a maior parte das áreas palacianas, e no início do século XIV já existia uma autêntica cidade, com lojas, casas privadas e edifícios comunitários. A mesquita real (Megit Sultani) foi construída por Maomé III (r. 1302–1309), quando Madinat al-Hamra já era um verdadeiro núcleo urbano. Os palácios mais importantes do complexo foram construídos depois por Iúçufe I Niar (r. 1333–1354) e Maomé V (r. 1354–1391), na segunda metade do século XIV.

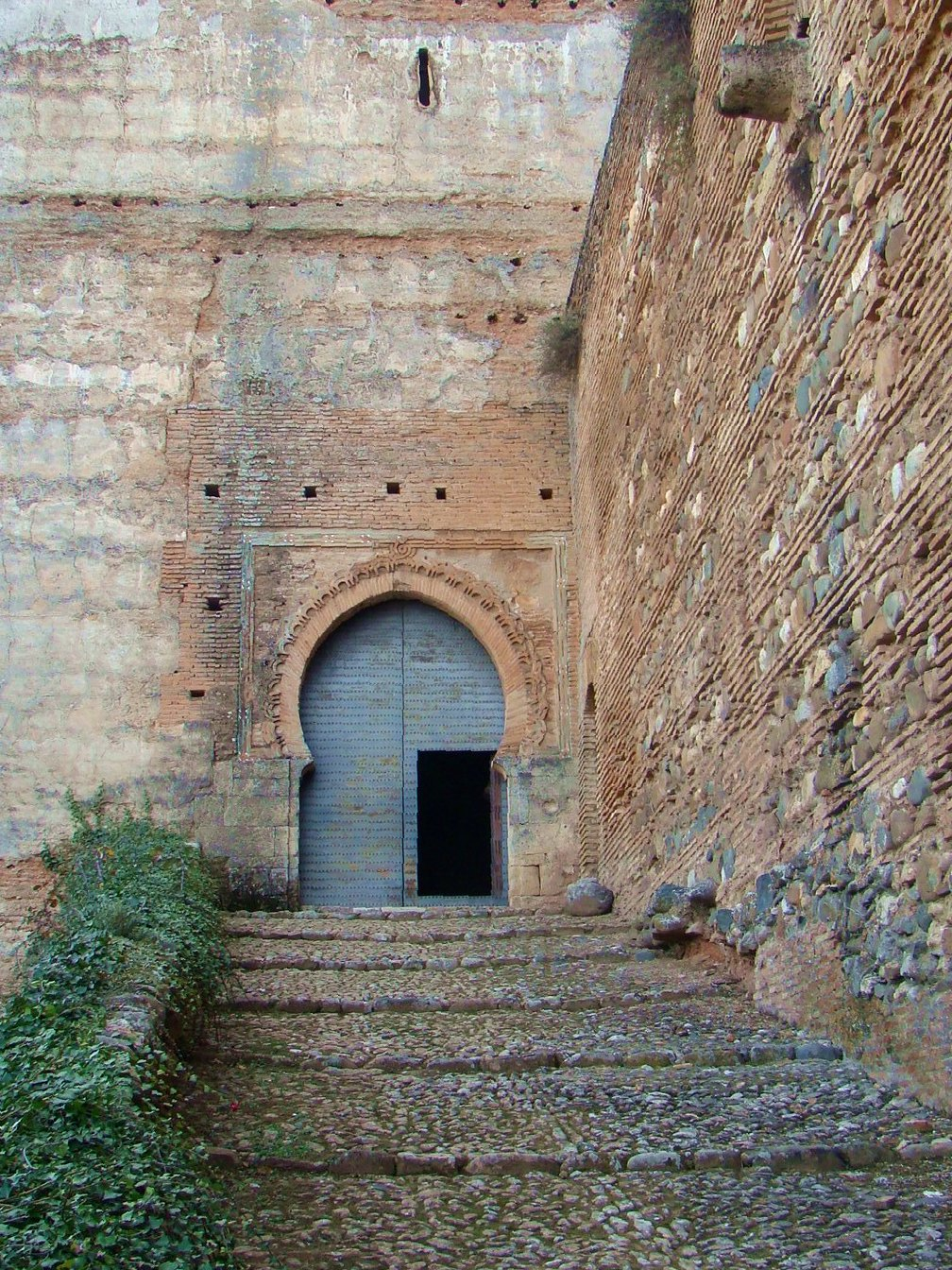
Bib al-Medina (Porta de Armas)

O recinto estava dividido em vários recintos interiores. O mais antigo era Alhizan, ou Alcáçova, a fortaleza militar de origem zírida, que comunicava com a cidade através da já referida Bib al-Medina (a atual Porta de Armas) e com a Alhambra através da Bib Al-hamra, que ainda existe atualmente e é conhecida como Porta do Vinho. O resto constituía a Madinat al-Hamra propriamente dita, e ali se situavam os palácios nacéridas, a mesquita real, vários balneários, palácios (Seco de Lucena salienta o de Dar Aben As-Serrach, ou dos Abencerragens, do qual apenas existem ruínas) e uma almedina. Além da porta que comunicava com a Alcáçova, dispunha de mais duas portas que comunicavam com a cidade: Bib Xarea ou Porta da Justiça, que ainda hoje é um dos acessos principais ao recinto; e Bib Algodor (ou Bib-Alfarax segundo alguns autores), hoje chamada Porta dos Sete Andares (Siete Suelos), por onde a população comum acedia quotidianamente à almedina. Embora Seco de Lucena não o registe nos seus mapas, existiu  e ainda existe outra porta, destinada a uso privado pelos habitantes do palácio, que é conhecida como Porta de Ferro ou do Arrabalde, que dava acesso direto ao Barranco de Aikibia e, dali ao Generalife.
Bairros do sudeste
Na zona sudeste da cidade, desde a época almóada e durante a época nacérida, foi muralhada uma grande área que compreendia dois bairros e amplas zonas não edificadas, ocupando o que hoje se conhece como o Realejo. Os bairros dessa zona, anteriormente arrabaldes extramuros, situavam-se na continuação dos da cidade nova, especialmente com o Rabad Mauror. O bairro Garnatha Alayud, habitado por judeus tinha como acesso a Bib Axauro, ou Porta do Oriente. O Rabad al-Fajjarin, ou bairro dos oleiros, ligava com o Rabad Mauror com pela já referida Bib al-Fajjarin.
No interior do recinto encontrava-se o Barranco da Sabika (Handac Assabica), que tinha a sua própria porta de ligação à cidade, onde hoje se situa a Porta das Granadas (das romãs), no acesso à Alhambra pela Cuesta de Gomérez. Esta era a via de acesso da população aos palácios, através de uma zona descampada chamada Asabica, que atualmente é o Bosque da Alhambra. No recinto existiam ainda várias hortas, algumas referenciadas por Seco de Lucena, na extremidade sul, Genna Alkebira e Genna Essaguira Almaxarra, que comunicavam com o exterior da cidade através da porta Bib Lacha. Existiu ainda outra porta, a Bib Neched, que ligava com um arrabalde. O resto do recinto muralhado era terreno despovoado e rústico, chamado Abahul, irrigado pela chamada Acéquia do Cádi, um ramal da Acéquia Gorda.

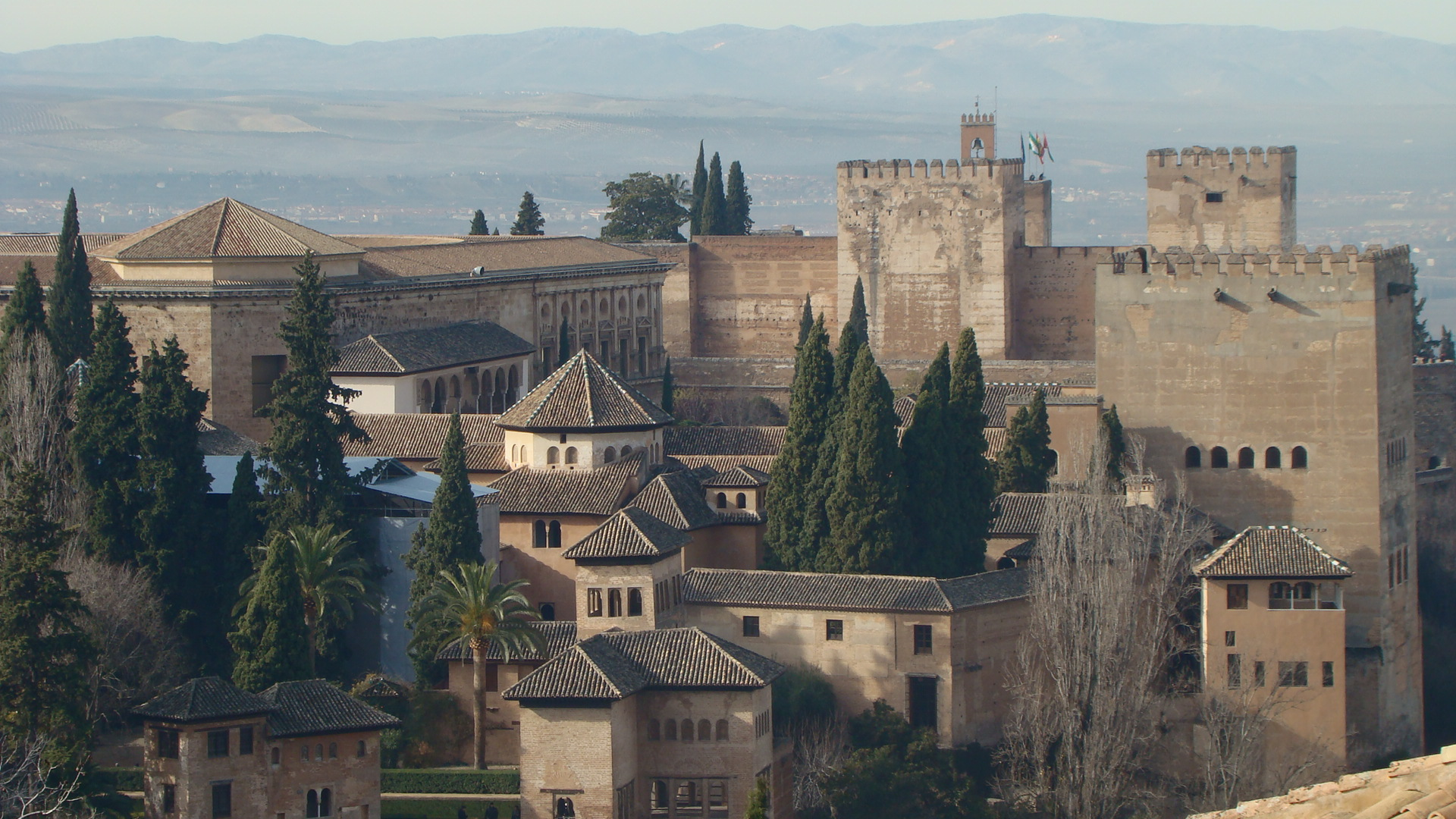
Conjunto dos Palacios Nazaríes (palácios nacéridas, na Madinat al-Hamra

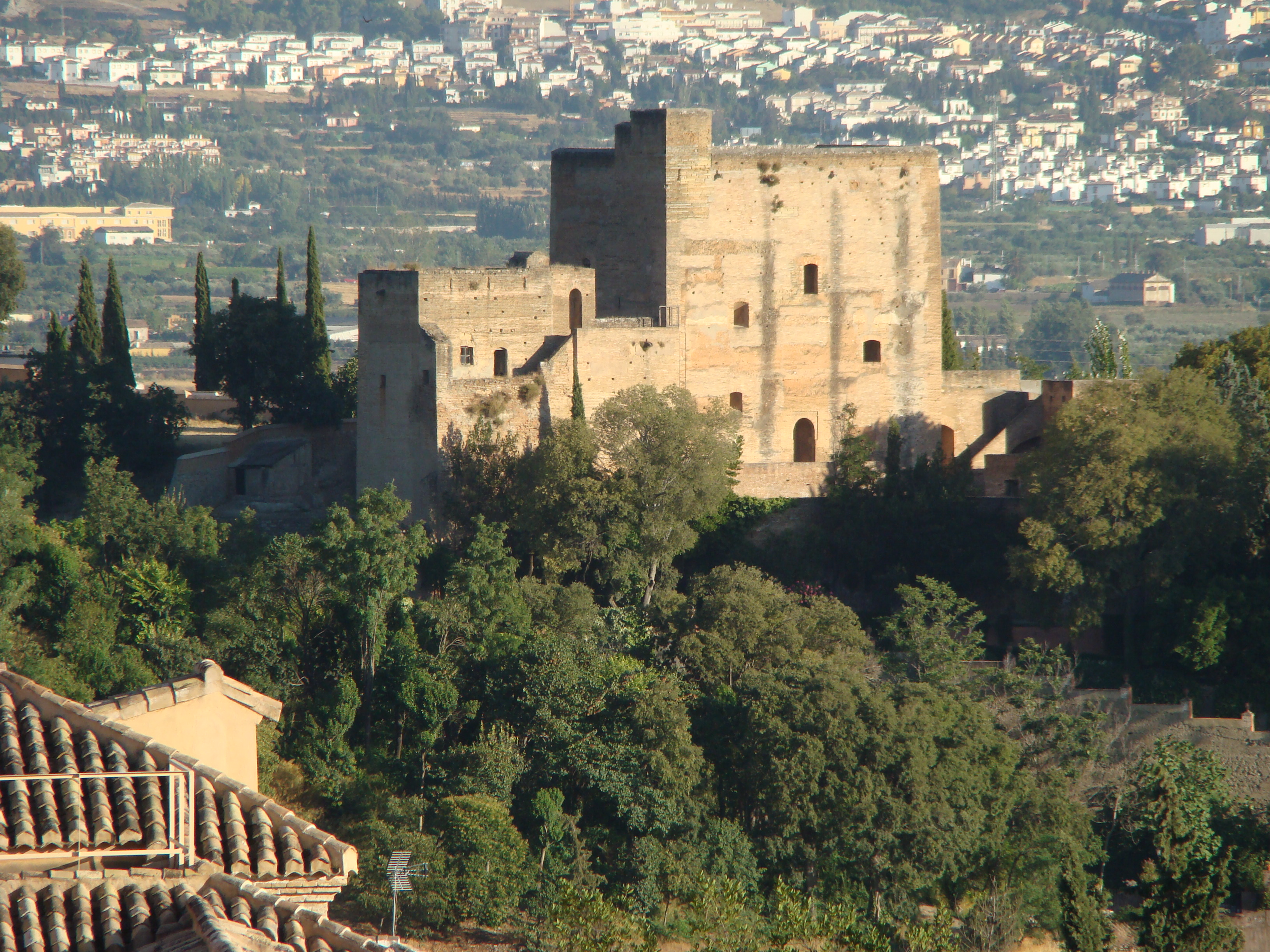
O castelo Hizn Mauror, atualmente conhecido como Torres Bermejas (torres vermelhas)

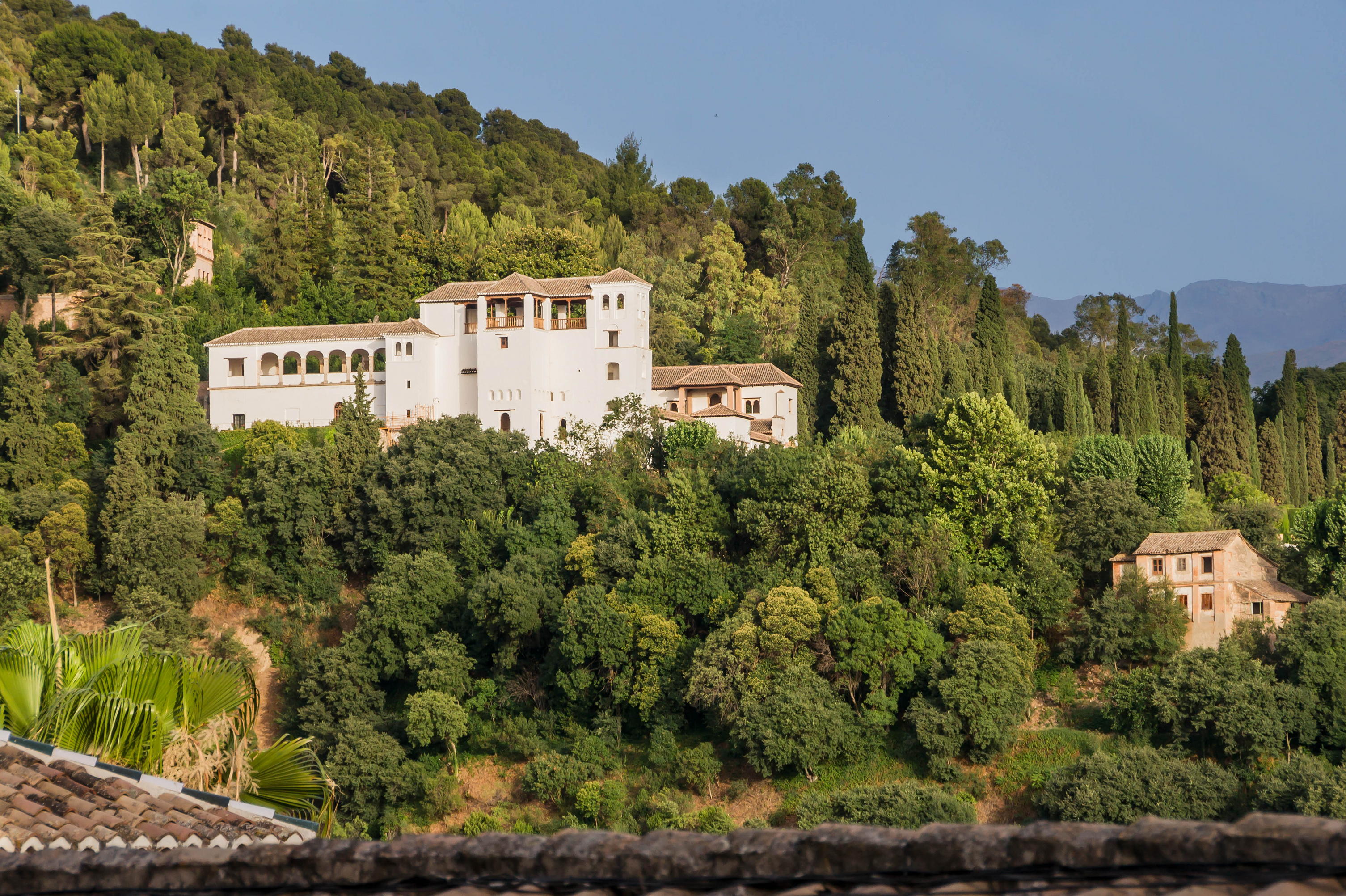
O Generalife visto do Albaicín

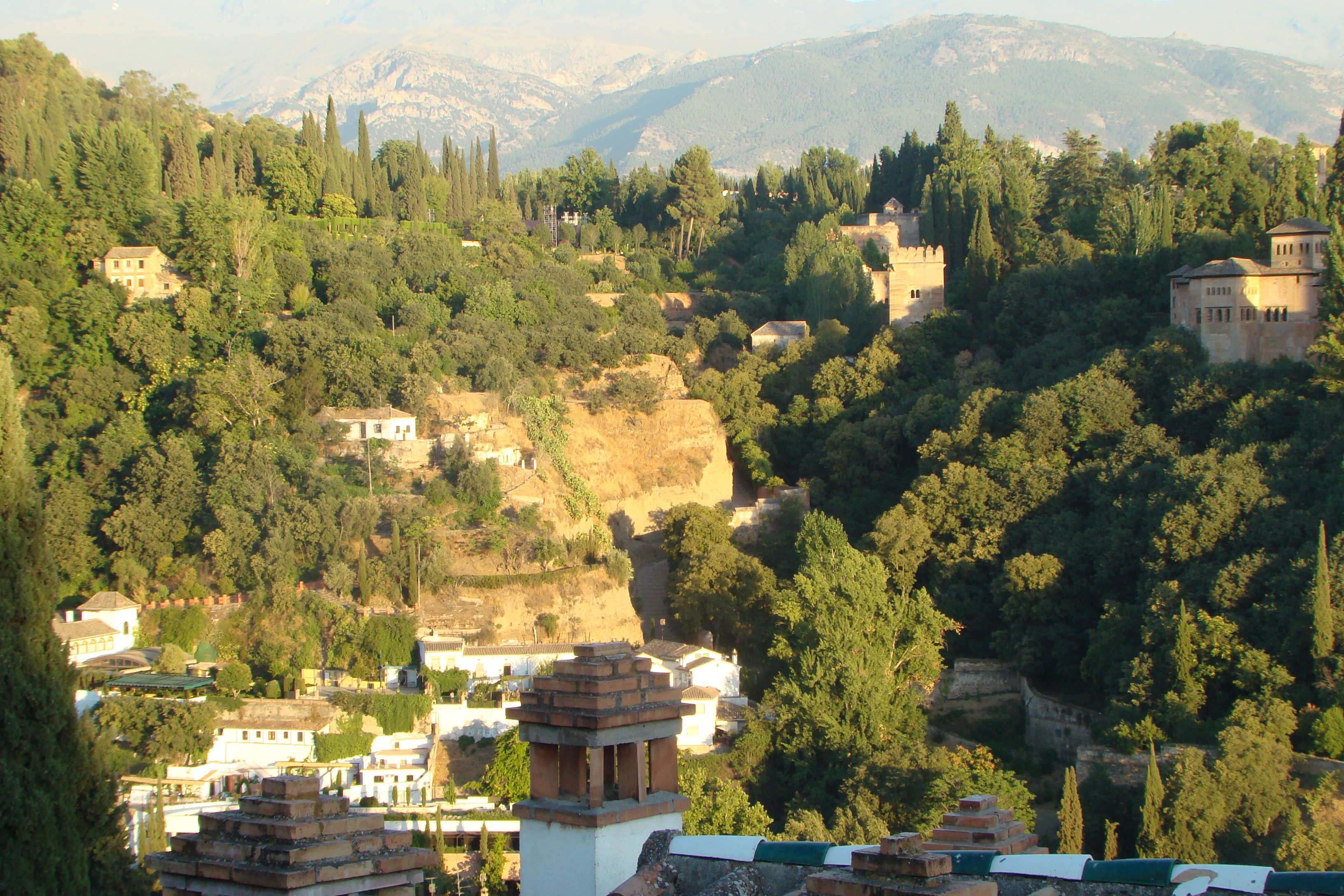
O Handac Aikibia, ou Barranco das Cuestecillas (hoje Cuesta de los Chinos), separava as hortas do Generalife da cidadela da Alhambra

#### Arrabaldes exteriores
Fora das mualhas da cidade existiram dois bairros de caráter muito distinto.
O Rabad Arrambla  ou Arrabalde da Rambla situava-se junto à porta de Bib-Alfaras; dispunha de um espaço amplo usado como soco (mercado), muito próximo da Grande Mesquita. O arrabalde ocupava a zona que atualmente se conhece como Birrambla, uma referência clara à denominação original. Tratava-se de um pequeno bairro, mas comercialmente muito ativo, parcialmente muralhado na parte sudeste, onde se abria uma porta que dava para o rio Darro, a Bib Arrambla, hoje conhecida como Arco das Orejas (das orelhas), a qual foi demolida entre 1873 e 1884 e reconstruida nos bosques da Alhambra em 1933. Dispunha de uma mesquita própria (Jima Haddion, ou dos ferreiros) e uma alhóndiga (Al-Fondaq Zaida).
O Rabad el-Necued, ou Arrabalde da Lomba (loma), situava-se na extremidade sudeste da muralha, junto à porta Bib Neched. Era rodeado de hortas (Genna Dar-Albaida, Genna Zafaina), na margem direita do rio Genil, no que hoje são as Vistillas de los Ángeles. Confinava com a Ciquia al-Quebira (Acéquia Gorda).

### Castelos e outros edifícios importantes
Nas muralhas que rodeavam a cidade, e como consequência do crescimento urbano também nas cercas interiores, existiam elementos defensivos com alguma importância, ou castelos (hisn). No exterior também existiam algumas construções relevantes.

#### Castelos das muralhas
O principal castelo da cidade era, naturalmente, a alcáçova da Alhambra, situada no esporão da colina de Sabika, sobre o leito do rio Darro e de onde se avistava toda a cidade. Mas também existiram outras fortalezas integradas nas muralhas.
A Hizn Mauror, atualmente conhecida como Torres Bermejas (torres ruivas), situava-se na muralha oriental da cidade nova, junto ao bairro do mesmo nome. Com a ampliação da cidade para leste, acabou por ficar dentro do recinto urbano. Foi construído talvez no século IX, mas foi remodelado em várias ocasiões antes do século XIV. É formado três torres, com uma porta aberta entre duas delas, construídas em argamassa, um algibe de duas naves e, por cima deste, um baluarte, este último mais recente, da época cristã. Este baluarte situa-se na parte virada para o bairro do Albaicín. As três torres, cuja construção é atribuída aos Almorávidas, são de tamanhos diferentes, sendo a maior a do centro, com três pisos.
A Hizn Bib-Ateibin, ou Castelo da Porta dos Penitentes, situava-se na extremidade sul da cidade, em frente à confluência dos rios Darro e Genil, controlando o tráfico que cruzava este rio pela Cantara el-Xenil (Ponte do Genil), atualmente conhecida como Ponte Branca. Este castelo foi demolido em 1718 e sobre ele foi construído um quartel-palácio barroco que conserva o nome (Bibataubín).
A Canicie Az-Zeituna, situava-se na extremidade nordeste da muralha do Albaicín, nhoje se situa San Miguel Alto. Na realidade tratava-se de uma torre defensiva de grandes dimensões, que vigiava os acessos desde El Fargue e da Serra da Alfaguara.

#### Edifícios extramuros
No exterior dos recintos muralhados da cidade situavam-se alguns edifícios importantes.
O Genna al-Aarif, ou Generalife, situava-se no Cerro do Sol, sobre a Alhambra. Foi um palácio de recreio dos reis nacéridas, que estava separado da Alhambra, embora comunicasse com ela através do Barranco de Aikibía, a linha de água comum às duas colinas. Começou a ser construído no século XIII e dispunha de amplas hortas e jardins, com complexos sistemas hidráulicos. É certamente o edifício mais interessante entre os situados extramuros.
A Silla del Moro ("cadeira do mouro"), ou Castelo de Santa Helena situava-se sobre o Generalife. Foi construído no século XIII, como parte de uma muralha defensiva daquela estrutura. Ficou arruinado no século XVII e não voltou a ser reconstruido. No século XIV chegou a ter uma mesquita, segundo alguns autores. Não é mencionado na cartografia de Seco de Lucena.
Na sua cartografia, Seco de Lucena regista uma série de palácios e casas situadas extramuros, dos quais se destacam o Kasr al-Hijar, ou Palácio dos Alixares, situado na colina em frente à Alhambra, a leste desta; a Genna Dar-Albaida, ou Horta da Casa Branca, situado junto à porta de Bib Lacha; Dar Aben Mordi, uma casa importante situada na saída mais ocidental da cidade, a porta Bib Riha; Dar Nonsara, adossada à muralha mais recente dos bairros orientais, etc. Nenhuma delas chegou aos nossos dias e os únicos restos com alguma relevância são os do palácio Dar al-Arusa, que não é referido por Seco de Lucena, situado nas imediações do Generalife. Aparentemente este palácio estava ligado à Silla del Moro, que abastecia de água.